# Pëtr Alekseevič Palen
Conte Pëtr Alekseevič Palen, in russo Пётр Алексеевич Пален?, in tedesco Peter Ludwig von der Pahlen (Rakvere, 17 luglio 1745 – Jelgava, 13 febbraio 1826), è stato un generale russo.

## Biografia
Apparteneva ad una famiglia aristocratica di Tedeschi del Baltico, emigrata dal Brandeburgo nel XII secolo e stabilitasi in Estonia nel 1679 dalla Curlandia; molti rappresentanti della famiglia von der Pahlen o Pahlen furono membri dell'Ordine Teutonico, Pëtr invece entrò a far parte dell'Ordine di Malta come VI commissario. La famiglia von der Pahlen aveva raggiunto la dignità comitale nel 1413, conferita da Heinrich von Plauen, Gran Maestro dell'Ordine Teutonico, nel 1799 fu creato conte dell'Impero russo, fu il primo membro della famiglia Palen ad avere questo titolo.
Il conte Pëtr, come ufficiale di cavalleria partecipò alla Guerra russo-turca del 1768-1774 al seguito del generale Suvorov e ferito a Bendery (Tighina) ricevette l'ordine di San Giorgio.
Partecipò anche alla Guerra russo-turca del 1787 come Commissario Navale dell'ammiraglio Fëdor Fëdorovič Ušakov e nello stesso anno fu promosso colonnello e Intendente del Governatorato di Riga.
Tornato a San Pietroburgo nel 1790, divenne membro del circolo illuminista del favorito di Caterina II Aleksandr Matveevič Dmitriev-Mamonov, conoscendovi alcuni esponenti di un gruppo filo-militaristico ma illuminista composto da Nikolaj Aleksandrovič Zubov, il generale Levin August von Bennigsen, Nikita Petrovič Panin e José de Ribas, che miravano alla deposizione del troppo autoritario Paolo I in favore del figlio Alessandro, conosciuto come fedele alle idee dell'Illuminismo.
Governatore della Curlandia nel 1795, nel 1798 fu Governatore militare di San Pietroburgo e il 23 marzo 1801, in accordo con i congiurati, invitò lo zar al Palazzo degli Ingegneri, dove fu fatto prigioniero, ma mentre veniva costretto a firmare l'atto di abdicazione, lo zar sostenne una breve colluttazione, durante la quale il principe Zubov lo ferì e lo strangolò. Zubov poi si recò dalla zarina per far firmare l'atto di abdicazione.
Palen fu processato da una corte marziale, ma grazie all'amicizia del nuovo zar, fu graziato insieme agli altri congiurati; nel 1811 ricevette il grado onorario di Maggior generale.
Massone, fu membro della loggia degli "Amici riuniti", col grado di Maestro.